# Pawieł Delle
Pawieł Pietrowicz Delle, ros. Павел Петрович Делле, ps. "Lange", "Dlinnyj" (ur. w 1900 r. w Chabarowsku, zm. po 1990 r.) – współpracownik SD, pracownik oddziału bezpieczeństwa Komitetu Wyzwolenia Narodów Rosji, a następnie wykładowca w niemieckiej szkole dywersyjnej podczas II wojny światowej
Z pochodzenia był Łotyszem. Ukończył politechnikę, zostając architektem. W 1920 r. jego rodzina przyjechała do Estonii. Początkowo mieszkała w Tallinnie, zaś w 1939 r. przeniosła się do Rygi. Po zajęciu Łotwy przez wojska niemieckie latem 1941 r., P. P. Delle ochotniczo wstąpił do Wehrmachtu. Początkowo służył w oddziałach karnych. Uczestniczył w rozstrzeliwaniach mieszkańców Rygi. Następnie sformował Sonderkommando SD w Gatczynie. Potem w stopniu Sonderführera służył w oddziale 1-A "Russland-Mitte" (od marca 1943 r. "Zeppelin-Nord"). Był instruktorem strzelań i tłumaczem. Prowadził przygotowania Piotra I. Szyło ps. "Tawrin" do misji zabicia Józefa Stalina. Pod koniec 1944 r. pracował w oddziale bezpieczeństwa Komitetu Wyzwolenia Narodów Rosji (KONR). Później został wykładowcą w szkole wywiadowczej w Marienbadzie. Po zakończeniu wojny przedostał się do amerykańskiej strefy okupacyjnej. Na pocz. 1948 r. wyjechał do USA.